# Gustav Adolf von Varendorff

Gustav Adolf v. Varendorf

Gustav Adolf von Varendorf(f) (* 26. Juni 1739 auf Gut Rieste; † 25. Mai 1812 auf Gut Tolkschuby) war ein Kartograf und Offizier, zuletzt Generalmajor, in königlich-dänischen Diensten. Auf ihn geht ein umfassendes Kartenwerk des Herzogtums Holstein, des Hochstifts Lübeck sowie der Hansestadt Hamburg zurück.

## Leben
Gustav Adolf von Varendorff wurde 1739 auf Gut Rieste bei Bramsche im Osnabrücker Land geboren. Er entstammte einem Zweig des westfälischen Adelsgeschlechts der Herren von Varendorff, das seit dem 17. Jahrhundert auf Gut Varendorf bei Rieste im heutigen Niedersachsen saß und seit 1774 auch in Dänemark naturalisiert war. Sein Vater war Johan Dietrich Georg von Varendorff, Herr auf Rieste, seine Mutter war Maria Odilia Klara von Freytag. Verheiratet war er mit Sophie von Warnstedt. Gustav Adolf von Varendorff schlug nach seiner Jugendzeit als Schildknappe am Braunschweiger Hof im Jahre 1757 eine militärische Laufbahn ein. Er nahm 1758 an der Schlacht bei Krefeld auf Seiten des Kurherzogtums Braunschweig teil und wurde Secondeleutnant im herzoglichen Leibregiment. Einige Jahre später begab sich Gustav Adolf von Varendorff in die Dienste des Königreichs Dänemark und wandte sich 1773 nach Norwegen, wo er Hauptmann des Nordenfjeldske Infanterieregiments wurde und sich später auch an der kartografischen Erfassung Norwegens beteiligte. 1777 stand er als Offizier im Oldenburgischen und später im Schleswigschen Infanterieregiment. Gustav Adolf von Varendorff nahm im Jahre 1788 als Generaladjutant des schleswig-holsteinischen Statthalters Karl von Hessen-Kassel am Russisch-Schwedischen-Krieg auf Seiten Dänemarks teil. In den Jahren 1789 bis 1797 erstellte das Schleswigsche-Infanterieregiment unter seiner Leitung als Major ein umfassendes Kartenwerk des Herzogtums Holstein, des Hochstifts Lübeck sowie der Hansestadt Hamburg. Im Jahre 1806 wurde Gustav Adolf von Varendorff als Oberst zum Kommandeur des Schleswigschen-Infanterieregiments ernannt, führte in den Jahren 1805 und 1807 Kommandos an der Eider und den Dänischen Ostseenseln Møn, Lolland sowie Falster und wurde 1808 zum Generalmajor befördert. 1810 wurde Gustav Adolf von Varendorff mit dem dänischen Dannebrogorden ausgezeichnet (1810 Ritter, 1812 Kommandeur). Er verstarb am 25. Mai 1812 auf Gut Tolkschuby bei Flensburg. Seine Nachkommen standen ebenfalls in königlich dänischen Diensten.

## Werke
In den Jahren 1789 bis 1796 erstellte das Schleswigsche Infanterieregiment in Auftrag des schleswig-holsteinischen Statthalters Karl von Hessen-Kassel unter der Leitung Major Gustav Adolf von Varendorffs die „Topographisch Militärische Charte des Herzogtum Holstein“ („Varendorfsche Karten“). Dabei handelte es sich um ein militärisches Kartenwerk von 68 Einzelkarten im Originalmaßstab 1:26.293. Eine geographische Meile entsprach einem Hamburger bzw. Holsteiner Fuß auf der Karte. Der topografischen Vermessung Holsteins folgte eine Kartografie des Hochstifts Lübeck und der Hansestadt Hamburg. Die Aufnahmen erfolgten vor der Verkoppelung.